# Wiek Evy
Wiek Evy (XXe ciel.com) (tytuł oryg.: XXe ciel.com) – francuskojęzyczna seria komiksowa autorstwa belgijskiego scenarzysty i rysownika Bernarda Yslaire, publikowana od 1997 do 2004 nakładem francuskich wydawnictw: Delcourt i Les Humanoïdes Associés. Polskie tłumaczenie całej serii ukazało się w jednym tomie zbiorczym w 2020 nakładem wydawnictwa Studio Lain.

## Fabuła
98-letnią psychoanalityk Evę Stern prześladuje tajemnicza osoba, która wysyła jej drogą elektroniczną obrazy całego przeżytego przez Evę XX wieku. Część ze zdjęć jest spreparowana, inne autentyczne. Na przesłanych fotografiach widać zaginionego w młodości brata Evy, Francka, jednak niezależnie od wydarzeń, które te obrazy przedstawiają, mężczyzna zawsze wydaje się być w tym samym wieku. Okazuje się, że Eva wpadła niegdyś na trop Francka: po I wojnie światowej pracował on w gazecie "XXe ciel" (pol. "XX niebo"), wydawanej przez bolszewików, jednak w końcu ślad po Francku przepadł. Teraz Eva postanawia rozwikłać zagadkę losów brata i przesłanych zdjęć.

## Tomy
| Tytuł i rok wydania polskiego | Tytuł i rok wydania oryginalnego   |
| ----------------------------- | ---------------------------------- |
| Wiek Evy (2020)               | 1. Introduction au XXe ciel (1997) |
| Wiek Evy (2020)               | 2. Mémoire du XXe ciel 98 (1998)   |
| Wiek Evy (2020)               | 3. mémoires99 (2001)               |
| Wiek Evy (2020)               | 4. mémoires1900 (2004)             |
| Wiek Evy (2020)               | 5. mémoires2000 (2004)             |